# برناردو پولی
برناردو پولی (انگلیسی: Bernardo Poli; ۲۷ مارس ۱۹۱۵ – ۲ مارس ۱۹۴۴) بازیکن فوتبال اهل پادشاهی ایتالیا بود.
از باشگاه‌هایی که در آن بازی کرده‌است می‌توان به باشگاه فوتبال اینتر میلان، باشگاه فوتبال اسپتزیا، باشگاه فوتبال برشا، باشگاه فوتبال پادوا، و باشگاه فوتبال آ.ث. میلان اشاره کرد.